# 대한민국 농림수산식품부
농림수산식품부(農林水産食品部, Ministry for Food, Agriculture, Forestry and Fisheries, 약칭 농식품부, MIFAFF)는 식량, 농촌 개발, 농산물 유통 및 축산, 수산자원 관리, 수산업 진흥 및 어촌 개발, 식품에 관한 사무를 관장하는 대한민국의 옛 중앙행정기관이다. 2008년 2월 29일 대한민국 농림부를 개편하여 발족하였으며 2013년 3월 23일 농림축산식품부와 해양수산부로 개편되면서 폐지되었다.

## 설치 근거 및 소관 업무
- 정부조직법 [법률 제8852호, 2008.02.29 전부개정] 제31조[1]
- 농림수산식품부와 그 소속기관 직제 [대통령령 제20677호, 2008.02.29 제정] 제3조[2]

## 연혁
- 2008년 2월 29일 - 농림부를 폐지하고 농림수산식품부를 신설.
- 2010년 9월 20일 - 종자생명산업과와 외식산업진흥팀을 신설. 정책통계담당관은 정책통계팀으로 표시검역과는 검역정책과로 개편.
- 2011년 6월 15일 - 본부에 유통정책관·방역관리과·수출진흥팀·재해보험팀·농어촌산업팀을 신설. 농촌정책국을 농어촌정책국으로, 식품유통정책관을 식품산업정책관으로, 식량원예정책관을 식량정책관으로 조정. 소속기관중 국립수의과학검역원·국립식물검역원·국립수산물품질검사원을 농림수산검역검사본부로, 농업연수원·수산인력개발원을 농수산식품연수원으로 통합. 동·서해어업지도사무소를 동·서해어업관리단으로 명칭변경, 국립농산물품질관리원의 출장소 명칭을 사무소로 변경[3]
- 2012년 12월 10일 - 정부과천청사에서 정부세종청사로 이전.
- 2013년 3월 23일 - 농림수산식품부를 폐지하고 농림축산식품부를 신설. 수산 업무는 해양수산부로 이관.

## 정승헌
| - 가축위생방역지원본부 - 감사관 - 감사담당관 - 검역정책과 - 경영인력과 - 과학기술정책과 - 국가식품클러스터추진팀 - 국립농산물품질관리원 - 국립수산과학원 - 국립종자원 - 국제개발협력과 - 국제기구과 - 국제협력국 - 국제협력총괄과 - 규제개혁법무담당관 - 기획재정담당관 - 기획조정관 - 기획조정실 | - 녹색미래전략과 - 녹색성장정책관 정승헌 - 농가소득안정추진단 - 농림수산검역검사본부 - 농림수산식품기술기획평가원 - 농수산식품연수원 - 농어촌사회과 - 농어촌산업팀 - 농어촌정책과 - 농어촌정책국 - 농업금융정책과 - 농업기반과 - 농업정책과 - 농업정책국 - 농지과 - 농협경제지원팀 - 다자협상협력과 - 동해어업관리단 | - 방역관리과 - 방역총괄과 - 비상계획관 - 새만금개발과 - 서해어업관리단 - 소비안전정책과 - 소비안전정책관 - 수산개발과 - 수산정책과 - 수산정책관 - 수산정책실 - 수출진흥팀 - 식량산업과 - 식량정책과 - 식량정책관 - 식품산업정책과 - 식품산업정책관 - 식품산업정책실 - 식품산업진흥과 | - 안전위생과 - 양식산업과 - 어업교섭과 - 어업자원관 - 어업정책과 - 외식산업진흥과 - 운영지원과 - 원양정책과 - 원양협력관 - 원예경영과 - 원예산업과 - 유통정책과 - 유통정책관 - 자원환경과 - 재해보험팀 - 정보통계담당관 - 정책보좌관 - 정책평가담당관 - 종자생명산업과 | - 지도안전과 - 지역개발과 - 지역무역협정과 - 축산경영과 - 축산물위해요소중점관리기준원 - 축산물품질평가원 - 축산정책과 - 축산정책관 - 친환경농업과 - 통상정책관 - 한국농림수산정보센터 - 한국농수산대학 - 한국농수산식품유통공사 - 한국농어촌공사 - 한국마사회 - 한국수산자원관리공단 - 한국어촌어항협회 - 행정관리담당관 - 홍보담당관 |

### 외청
- 농촌진흥청
- 산림청

## 역대 장·차관, 차관보

### 농림수산식품부 장관
| 정부        | 대수 | 이름            | 임기                             | 출신지                     | 출신학교 | 비고 |
| ----------- | ---- | --------------- | -------------------------------- | -------------------------- | -------- | --- |
| 이명박 정부 | 초대 | 정운천(鄭雲天 ) | 2008년 2월 29일 ~ 2008년 8월 6일 | 전북 고창                  | 고려대   | 한나라당 최고위원&한국농업CEO연합회장&한식재단 이사장                                                           |
| 이명박 정부 | 2대  | 장태평(張太平)  | 2008년 8월 6일 ~ 2010년 8월 30일 | 전남 무안                  | 서울대   | 농림부 농업구조정책국장&국가청렴위원회 사무처장&미래농수산실천포럼 회장&한국마사회장                            |
| 이명박 정부 | 3대  | 유정복(劉正福)  | 2010년 8월 30일 ~ 2011년 6월 1일 | 경기 인천 (현 경기와 분리) | 서울대   | 제17·18·19대 국회의원&한국전통무예총연합회 총재&안전행정부 장관                                                 |
| 이명박 정부 | 4대  | 서규용(徐圭龍)  | 2011년 6월 2일 ~ 2013년 3월 11일 | 충북 청주                  | 고려대   | 농촌진흥청장&농림부 농산원예국장·식량생산국장·차관보&농림부 차관&충청북도농업연구원장&한국농어민신문사 대표이사 |

### 농림수산식품부 차관

#### 농림수산식품부 제1차관
| 정부        | 대수 | 이름           | 임기                              | 출신지    | 출신학교 | 비고 |
| ----------- | ---- | -------------- | --------------------------------- | --------- | -------- | --- |
| 이명박 정부 | 초대 | 정학수(丁鶴秀) | 2008년 3월 1일 ~ 2009년 1월 22일  | 전북 고창 | 고려대   | 농림부 농업정책국장·농촌개발국장·농업정책국장·정책홍보관리실장&국립농산물품질관리원장                                |
| 이명박 정부 | 2대  | 민승규(閔勝奎) | 2009년 1월 23일 ~ 2010년 8월 16일 | 서울      | 동국대   | 대통령비서실 농수산식품비서관&농촌진흥청장                                                                           |
| 이명박 정부 | 3대  | 김재수(金在水) | 2010년 8월 16일 ~ 2011년 7월 22일 | 경북 영양 | 경북대   | 농촌진흥청장&농림부 농산물유통국장&농림수산식품부 기획조정실장&종자관리소장&농업연수원장&한국농수산식품유통공사 사장 |
| 이명박 정부 | 4대  | 이상길(李相吉) | 2011년 7월 22일 ~ 2013년 3월 13일 | 경북 청도 | 서울대   | 농림부 식량정책국장·축산국장&농림수산식품부 축산정책단장·식품산업정책실장                                            |

#### 농림수산식품부 제2차관
| 정부        | 대수 | 이름           | 임기                              | 출신지    | 출신학교 | 비고 |
| ----------- | ---- | -------------- | --------------------------------- | --------- | -------- | --- |
| 이명박 정부 | 초대 | 박덕배(朴德培) | 2008년 3월 1일 ~ 2009년 1월 22일  | 충남 서천 | 서울대   | 해양수산부 어업자원국장·수산정책국장·차관보&국립수산과학원장                                                                              |
| 이명박 정부 | 2대  | 하영제(河榮帝) | 2009년 1월 23일 ~ 2010년 8월 16일 | 경남 남해 | 동국대   | 산림청장&농수산물유통공사 사장 |
| 이명박 정부 | 3대  | 정승(鄭勝)     | 2010년 8월 16일 ~ 2011년 6월 7일  | 전남 완도 | 전남대   | 식품의약품안전처장&농림부 농업구조정책국장·농촌정책국장&농림수산식품부 식품산업본부장&국립농산물품질관리원장&농림수산식품기술기획평가원장 |
| 이명박 정부 | 4대  | 오정규(吳定圭) | 2011년 6월 7일 ~ 2013년 3월 13일  | 서울      | 서울대   | 대통령비서실 국책과제제2비서관·지역발전비서관&지역발전위원회 기획단장                                                                     |

### 농림수산식품부 차관보
| 정부        | 대수 | 이름           | 임기                              | 출신지    | 출신학교 | 비고 |
| ----------- | ---- | -------------- | --------------------------------- | --------- | -------- | --- |
| 이명박 정부 | 초대 | 민동석(閔東石) | 2008년 3월 1일 ~ 2008년 11월 3일  | 전남 해남 | 한국외대 | 겸 농업통상정책관. 외무부 기획예산담당관·통상정보지원팀장&농림수산식품부 농업통상정책관&주 휴스턴 총영사&외교통상부 제2차관 |
| 이명박 정부 | 2대  | 박철수(朴哲秀) | 2012년 4월 19일 ~ 2013년 3월 22일 | 경북 영천 | 영남대   | 차관보 겸 수산정책실장. 농수산부&농식품부 대변인&소비안전정책관&농림수산식품교육문화정보원 제2대 원장                       |

## 사건·사고 및 논란

### 성장촉진제 사용 권장 입장 돌변
농림수산식품부가 수출용에는 사용이 금지된 성장촉진제를 쓰도록 농가에 권장하고 있다. 2011년 추석이 예년보다 빠른 데다 장마, 태풍 등으로 작황이 좋지 않자 과일이 빨리 익도록 해 출하 시기를 맞추려는 조치다.
하지만 농식품부는 2006년에 성장촉진제를 쓰지 말라고 대대적인 홍보를 했었다. 불과 5년 만에 입장이 돌변한 것이다. 특히 농식품부는 2006년에는 지베렐린 사용 자제를 당부하기도 했다. 농식품부와 농촌진흥청 등은 전단지, 포스터를 만들어 대대적인 홍보까지 했다. 당시 농식품부는 "지베렐린을 쓰면 과일이 커지지만 당도가 낮아진다. 저장 등 유통 중에 물러지고 부패하는 경우가 많아 상인들로부터 외면당한다"고 강조했었다.
이 때문에 수출용에는 쓰지 않는 성장촉진제까지 사용하면서 공급량을 늘리는 것을 두고 국내 소비자를 우롱한다는 비난이 나오고 있다. 농민단체 관계자는 "외국에는 고급 과일을 팔면서 국내 소비자에게는 저급한 상품을 팔아도 좋다는 논리"라며 "5년 전에는 성장촉진제 사용을 자제하라고 했던 농식품부가 이제 와서 태도를 바꾸는 것도 이해하기 힘들다"고 꼬집었다.
2011년 8월 9일 농림수산식품부는 과수농가에 성장촉진제를 쓰도록 권장한 바가 없다고 밝혔다. 농림부 원예경영과에 따르면 2011년 6월 25일 서규용 장관이 전남 나주시 배 농가를 방문하고 인근 농가와 간담회 도중 일부농가가 효소나 칼슘제 등을 사용하는 경우 출하시기를 7일정도 앞당길 수 있고 품질도 좋아진다는 발언에 대한 답변으로 배 숙기와 품질향상을 위해 이러한 방법은 물론 반사필름 피복, 열매솎기 등도 적극 추진할 것을 당부했다는 것이다.

## 같이 보기
- 대한민국의 농업
- 대한민국 정부
- 대한민국 산림청